# Macroclinium pachybulbon
Macroclinium pachybulbon là một loài thực vật có hoa trong họ Lan. Loài này được (Hágsater & R.González) Dodson mô tả khoa học đầu tiên năm 1984.